# Sprons

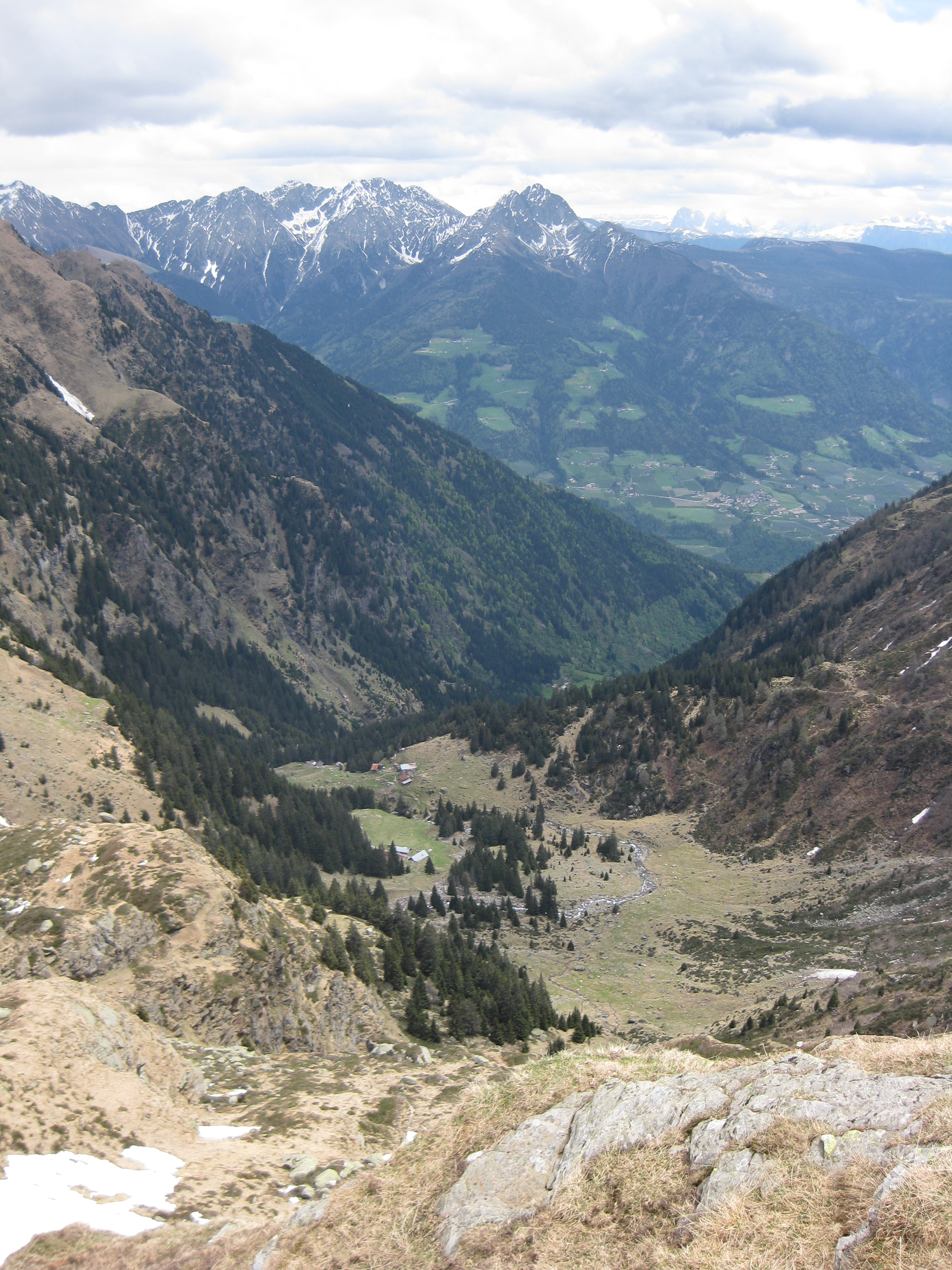
Blick vom mittleren Spronser Tal talauswärts

Sprons, auch Spronser Tal und in seinem untersten Abschnitt Fineletal genannt, ist ein orographisch rechtes Seitental von Passeier in Südtirol. Es zweigt im untersten Passeiertal ab und führt in nordwestliche Richtung weit in die Texelgruppe hinein, eine Untergruppe der Ötztaler Alpen. Entwässert wird es vom Spronser Bach, einem Zufluss der Passer. Abgesehen vom Talausgangsbereich ist es unbewohnt, bietet allerdings mehreren Almen und der auf 1700 m gelegenen Bockerhütte Platz. Im obersten Talbereich verteilen sich die zehn Spronser Seen. Umgeben ist Sprons von zahlreichen Gipfeln, unter denen der Tschigat (2998 m), die Spronser Rötelspitze (2625 m) und die Mutspitze (2291 m) die bekanntesten sind. Administrativ gehört Sprons, das weitgehend im Naturpark Texelgruppe unter Schutz gestellt ist, größtenteils zur Gemeinde Tirol, nur ein kleiner Abschnitt des Talausgangsbereichs rechnet zu Kuens.
Der Name ist im Tiroler landesfürstlichen Urbar Graf Meinhards II. von 1288 als datz Sprantz und einem hier bestehenden Schwaighof bezeugt.